# Magnetometr

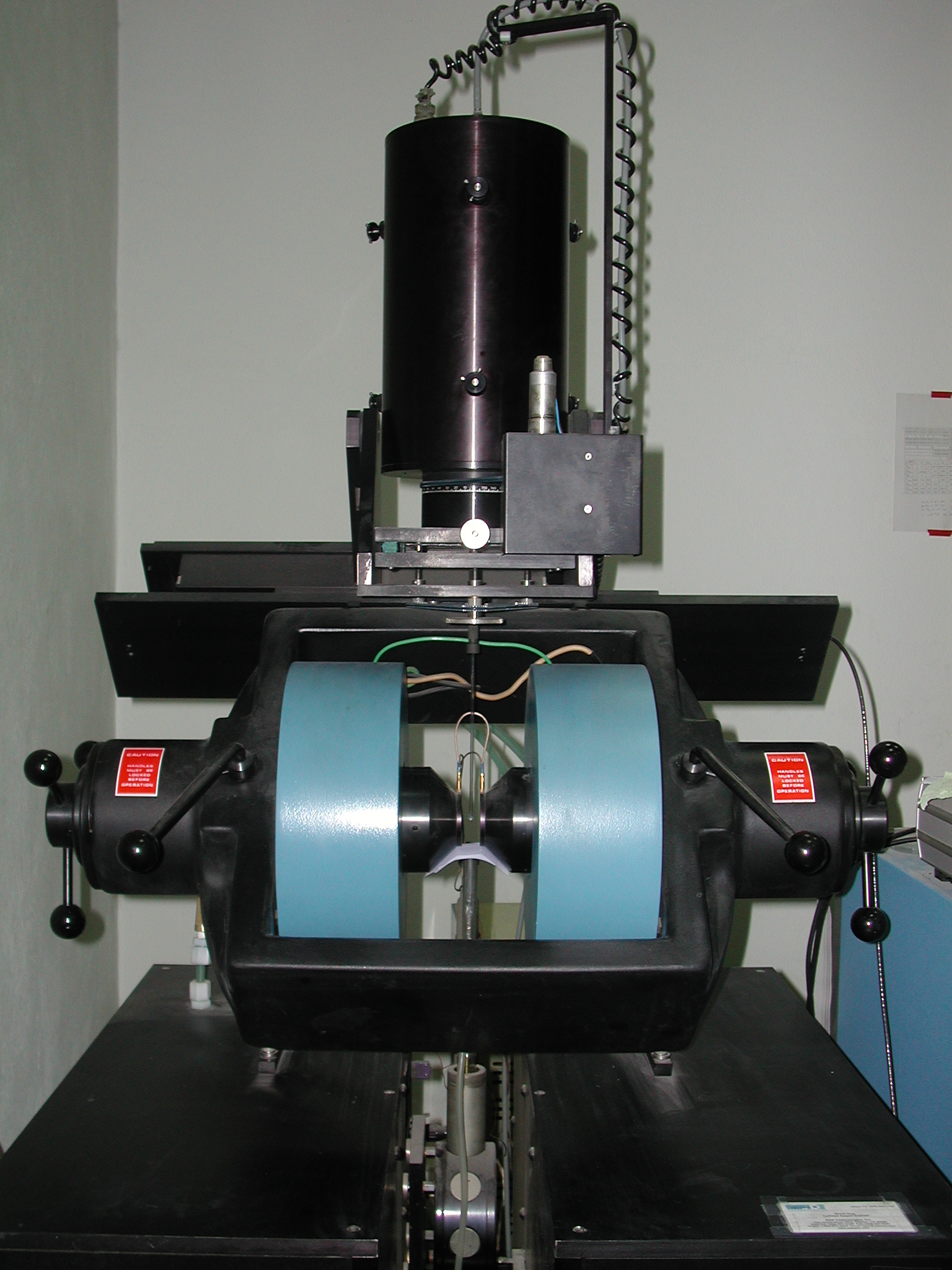
Magnetometr wibracyjny

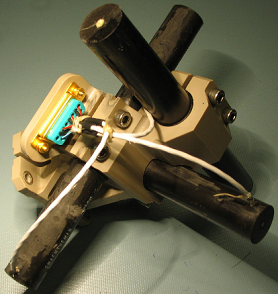
Magnetometr używany w satelitach NASA

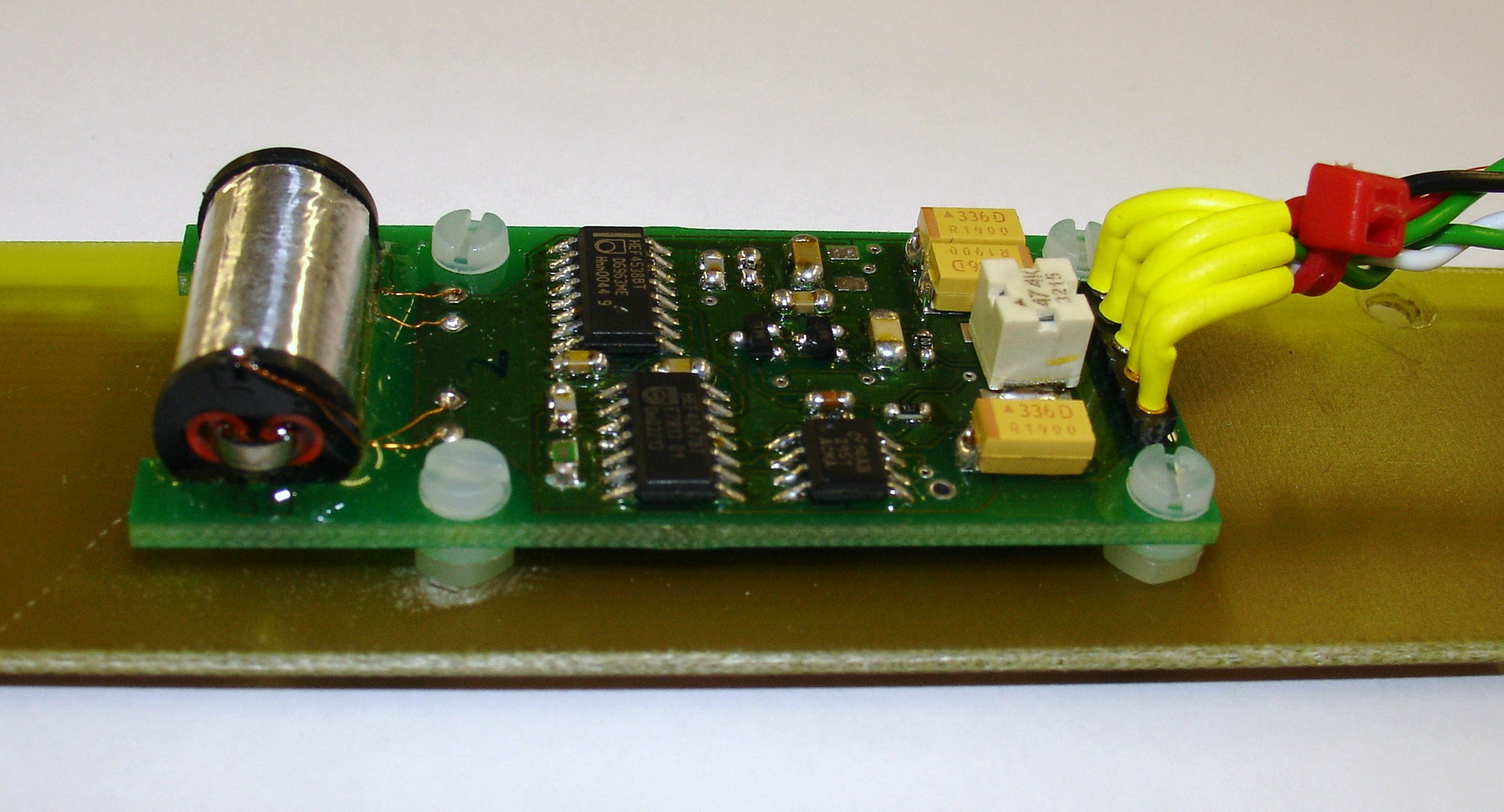
Magnetometr transduktorowy.

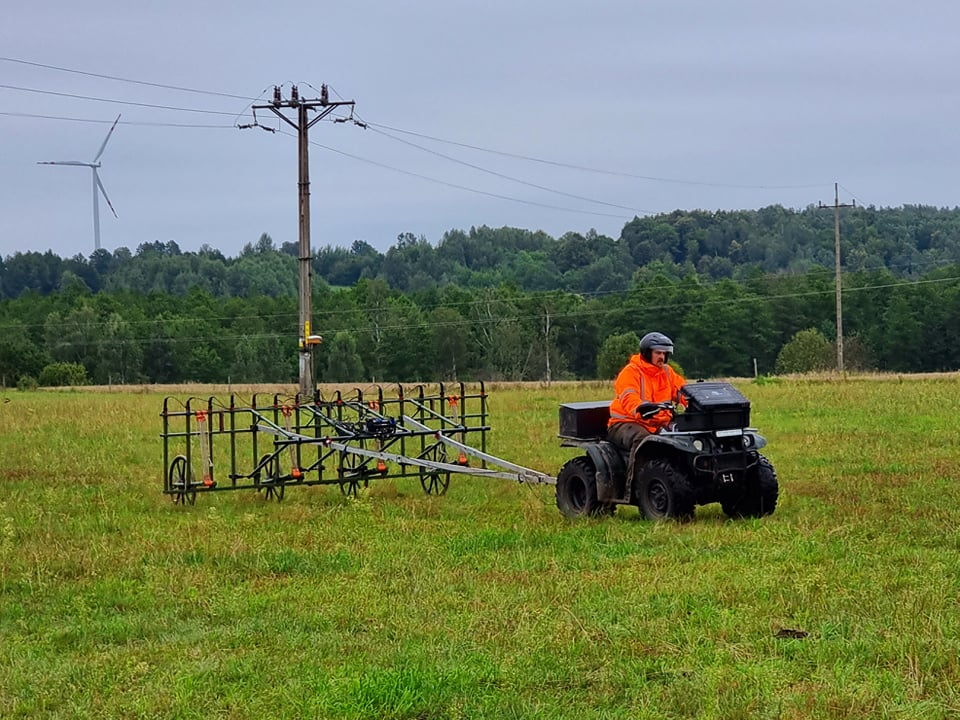
Badania magnetometrem transduktorowym na Suwalszczyźnie w sierpniu 2021

Magnetometr – przyrząd do pomiaru wielkości, kierunku oraz zmian pola magnetycznego lub właściwości magnetycznych materii (np. magnetyzacji ferromagnetyku).

## Magnetometry pola magnetycznego
Rodzaje magnetometrów ze względu na sposób pomiaru:
- bezwzględny – mierzy natężenie pola magnetycznego bez odniesienia do standardowego miernika magnetycznego.
- względny – służy do pomiarów ziemskiego pola magnetycznego i do kalibracji przyrządów

Typy magnetometrów ze względu na budowę:
- Magnetometr wibracyjny Gaussa – został on wynaleziony w 1832 roku przez C. F. Gaussa. W przyrządzie tym wykorzystano drgania małego magnesu sztabkowego zawieszonego w płaszczyźnie poziomej. Ten magnes służy do odchylania drugiego podobnie zawieszonego magnesu
- Busola stycznych – w tym magnetometrze używa się cewki Helmholtza o określonych rozmiarach z zawieszonym w jej środku niewielkim magnesem. Odchylony magnes zatrzymuje się w położeniu, które wynika z natężenia pola magnetycznego Ziemi, pola magnetycznego cewki i kąta o jaki należy obrócić cewkę, by jej oś była współliniowa z magnesem
- Magnetometr protonowy – wykorzystuje zjawisko rezonansu jądrowego
- Magnetometr transduktorowy – oparty na zjawisku indukcji magnetycznej

## Magnetometry do pomiaru właściwości magnetycznych materii
Magnetometry do pomiaru właściwości magnetycznych materii, są urządzeniami laboratoryjnymi, które służą do pomiaru magnetyzacji różnych substancji. W odróżnieniu do magnetometrów pola magnetycznego, wymagają próbek, które umieszcza się wewnątrz urządzenia. Wiele magnetometrów umożliwia kontrole zewnętrznego pola magnetycznego, temperatury, czy ciśnienia.
Wśród magnetometrów laboratoryjnych możemy wyróżnić:
- Magnetometr wibracyjny
- Magnetometr torsyjny
- Magnetometr atomowy (optyczny) - wykorzystujące związek między własnościami optycznymi ośrodka, a zewnętrznym polem magnetycznym, jak np. nieliniowe zjawisko faradaya. Magnetometry atomowe wykorzystujące pary metali alkalicznych i zjawisko zderzeń z wymianą spinu są obecnie jednymi z najczulszych magnetometrów na świecie.[2].
- SQUID
- Magnetometr AC (zmiennoprądowy)
- Wagi magnetyczne